# Halisarca magellanica
Halisarca magellanica är en svampdjursart som beskrevs av Topsent 1901. Halisarca magellanica ingår i släktet Halisarca och familjen Halisarcidae. Inga underarter finns listade i Catalogue of Life.